# Jurij Avramovics Bajdak
Jurij Avramovics Bajdak (ukránul: Юрій Аврамович Байдак) (Markovo, 1955. február 19. –) ukrán pilóta, katonatiszt, 2012-től 2015-ig az Ukrán Légierő parancsnoka volt. Résztvevője volt a Szovjetunió afganisztáni háborújának, 2004−2006 között az Ukrán Légierő Déli Légi Parancsnokságának élén állt. Négy repülőgéptípust repült, összes repült ideje eléri a 2500 órát.

## Élete
1955-ben a Szovjetunió, ma Oroszország Ivanovói területén fekvő Markovo faluban született. 1976-ban végezte el a Harkovi Katonai Repülő Főiskolát, ahol vadászrepülő kiképzést kapott. Hivatásos katonai szolgálatát a belarusz Bjaroza városban állomásozó vadászrepülő ezrednél kezdte.
1980-ban a Lengyelországban, Chojna repülőterén állomásozó, az Északi Hadseregcsoport kötelékébe tartozó 582. vadászrepülő ezredhez vezényelték, ahol később századparancsnok-helyettes lett.
1987-ben elvégezte a Jurij Gagarin Katonai Repülő Akadémiát, majd utána az afgán−szovjet határ közelében, Üzbegisztán Surxondaryo tartományában fekvő Kakaydi repülőtéren települt 115. repülő gárdaezredhez vezényelték, ahol századparancsnoki beosztásban szolgált. Az ezredet 1988-ban MiG–29-es vadászgépekkel szerelték fel. Az ezred gépei részt vettek a Szovjetunió afganisztáni háborújában. Bajdak 98 harci bevetést teljesített. 1989-ben ezredparancsnok-helyettessé nevezték ki.
1990-ben a kelet-németországi Altenburgban állomásozó, a Nyugati Hadseregcsoport alárendeltségébe tartozó 968. vadászrepülő ezredhez vezényelték.
1992-től az Ukrán Fegyveres Erők állományába került. 1992 júniusában kinevezték az ukrajnai sztarokosztyantinyivi katonai repülőtéren állomásozó 85. vadászrepülő ezred parancsnok-helyettesévé, majd az év őszén ezredparancsnokká. 1995-től az ivano-frankivszki 114. vadászrepülő dandár parancsnoka volt. 1996-ban tábornokká (vezérőrnaggyá) léptették elő.
Az Ukrán Nemzeti Védelmi Akadémia elvégzése után, 1999-ben az 5. légi hadtest parancsnokhelyettesévé neveztél ki, majd 2002−2004 között a légi hadtest parancsnoka volt. 2004−2006 között az Ukrán Légierő Déli Légi Parancsnokságának élén állt. 2006−2012 júniusa között az Ukrán Állami Légtérhasználat-tervezési és Légitérirányítási Központ vezetője volt. 2012. június 8-án Ukrajna elnöke kinevezte az Ukrán Légierő parancsnokává, ezt a beosztását 2015-ig töltötte be.

## Magánélete
Nős. Egy fia és egy lánya van.